# Interstate 195 (Virginie)
Pour les articles homonymes, voir Interstate 195.
L'Interstate 195 (I-195) est une autoroute auxiliaire de Virginie. Connue comme la Beltline Expressway, l'autoroute parcourt 3,24 miles (5,21 km) depuis la SR 195, une route à péage qui continue vers le sud jusqu'au centre-ville de Richmond jusqu'à l'I-64 / I-95, au nord, dans les limites nord de Richmond. L'I-195 passe par l'ouest de Richmond et relie l'I-64 / I-95 avec la US 33 et la US 250 ainsi qu'à la SR 76, une route à péage reliant Richmond avec le sud de la région métropolitaine.

## Description du tracé

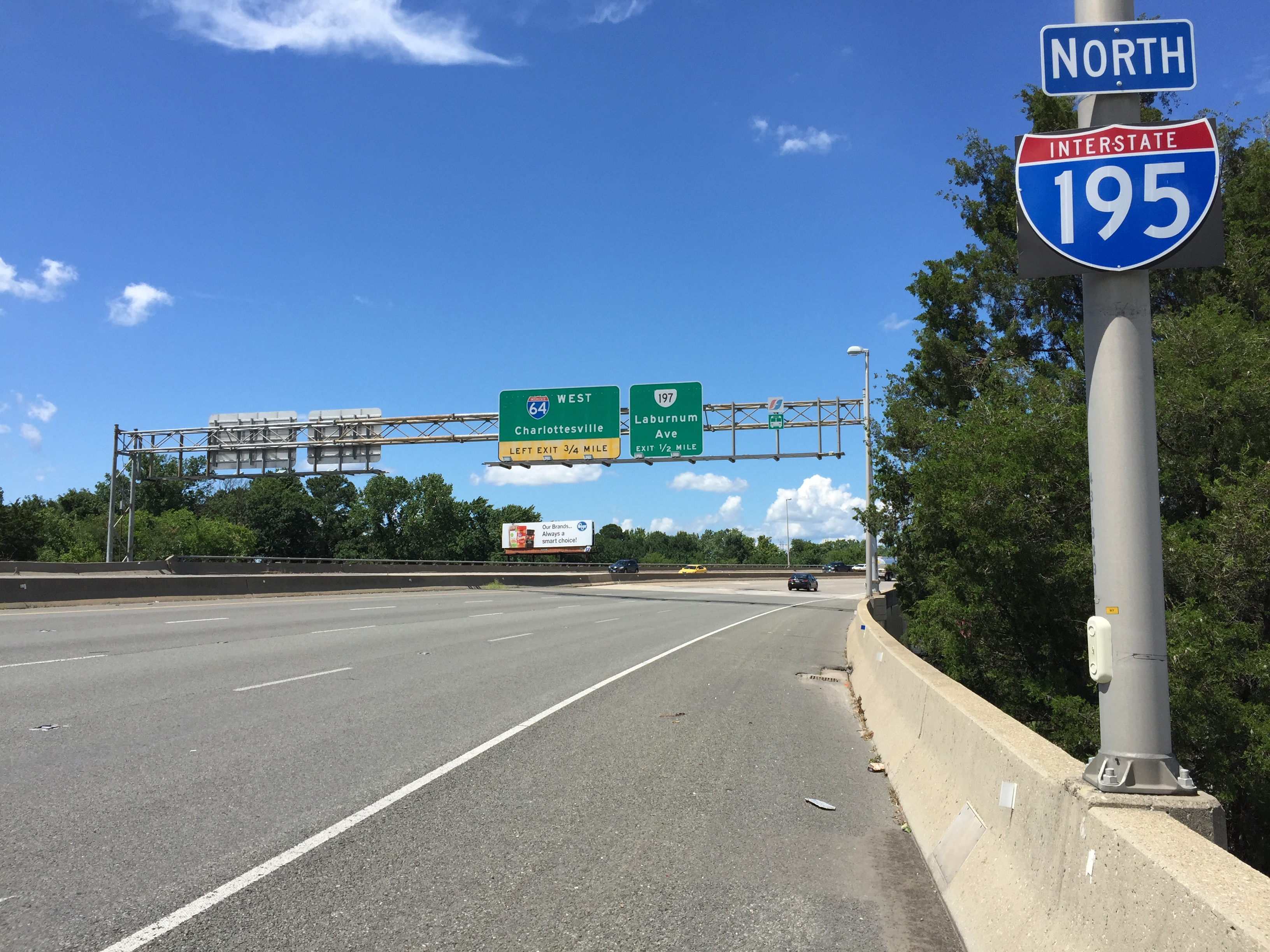
I-195 nord près de la SR 197

L'I-195 débute comme prolongement de la SR 195 (Downtown Expressway), une route à péage reliant l'I-195 avec l'I-95 au centre-ville de Richmond. La transition entre l'Interstate et la route d'État se trouve juste à l'est du viaduc de McCloy Street.
L'I-195 se dirige alors vers le nord-est et croise quelques voies locales. Elle ne possède pas d'échangeur direct avec la US 33 / US 250, utilisant plutôt des rues locales pour s'y relier. L'autoroute atteint son terminus nord à la jonction avec l'I-64 et l'I-95.

## Liste des sorties
| Interstate 195    |                     |                                                         |                     |                                                                             |                                             |
| Comté             | Municipalité        | mi                                                      | km                  | Intersections / Destinations                                                | Notes                                       |
| City de Richmond  | City de Richmond    | 0,00                                                    | 0,00                | SR 195 Toll (en) est vers I-64 est / I‑95 – Centre-ville de Richmond        | La route continue au-delà comme SR 195      |
| City de Richmond  | City de Richmond    | 0,00                                                    | 0,00                | Rosewood Avenue – City Stadium                                              | Sortie direction sud, entrée direction nord |
| City de Richmond  | City de Richmond    | SR 147 (en) (Cary Street) / Floyd Avenue / Grove Avenue |                     |                                                                             |                                             |
| City de Richmond  | City de Richmond    | 0,48                                                    | 0,77                | Vers Powhite Parkway (SR 76 (en) sud) /SR 150 (en) / US 60 / US 360 / I-295 | Sortie direction sud, entrée direction nord |
| City de Richmond  | City de Richmond    | 1,27                                                    | 2,04                | SR 6 (en) (Patterson Avenue) / Grove Avenue                                 | Pas d'accès direct en direction sud         |
| City de Richmond  | City de Richmond    | 1,68                                                    | 2,70                | US 33 / US 250 (Broad Street) / Hamilton Street                             |                                             |
| Henrico           | Pas d'intersections | Pas d'intersections                                     | Pas d'intersections | Pas d'intersections                                                         | Pas d'intersections                         |
| City de Richmond  | City de Richmond    | 2,62                                                    | 4,22                | SR 197 (en) (Laburnum Avenue)                                               | Sortie direction nord, entrée direction sud |
| City de Richmond  | City de Richmond    | 3,50                                                    | 5,63                | I-64 / I‑95 – Charlottesville, Washington, Norfolk, Petersburg              | Sortie 186 de l'I-64; sortie 79 de l'I-95   |
| - Accès incomplet |                     |                                                         |                     |                                                                             |                                             |